# Oramia
Oramia is een geslacht van spinnen uit de  familie van de Agelenidae (trechterspinnen).

## Soorten
- Oramia chathamensis (Simon, 1899)
- Oramia frequens (Rainbow, 1920)
- Oramia littoralis Forster & Wilton, 1973
- Oramia mackerrowi (Marples, 1959)
- Oramia marplesi Forster, 1964
- Oramia occidentalis (Marples, 1959)
- Oramia rubrioides (Hogg, 1909)
- Oramia solanderensis Forster & Wilton, 1973